# Забеле (Нижньосілезьке воєводство)
Забеле (пол. Zabiele, нім. Sabel) — село в Польщі, у гміні Котля Ґлоґовського повіту Нижньосілезького воєводства.
Населення — 126 осіб (2011).
У 1975-1998 роках село належало до Легницького воєводства.

## Демографія
Демографічна структура станом на 31 березня 2011 року:
|          | Загалом | Допрацездатний вік | Працездатний вік | Постпрацездатний вік |
| -------- | ------- | ------------------ | ---------------- | -------------------- |
| Чоловіки | 67      | 13                 | 51               | 3                    |
| Жінки    | 59      | 9                  | 40               | 10                   |
| Разом    | 126     | 22                 | 91               | 13                   |